# Flabellula baltica
Flabellula baltica is een soort in de taxonomische indeling van de Amoebozoa. Deze micro-organismen hebben geen vaste vorm en hebben schijnvoetjes. Met deze schijnvoetjes kunnen ze voortbewegen en zich voeden. Het organisme komt uit het geslacht Flabellula en behoort tot de familie Flabellulidae. Flabellula baltica werd in 1999 ontdekt door Smirnov.